# Chlorodes boisduvalaria
Chlorodes boisduvalaria là một loài bướm đêm thuộc họ Geometridae. Nó được tìm thấy ở Úc, bao gồm Tasmania.